# 국민대통합당 (2017년)
국민대통합당(國民大統合黨)은 2017년 4월 3일에 창당된 대한민국의 보수주의 정당이다. 본부는 서울특별시 영등포구 국회대로70길 19 대하빌딩 607호에 있다.
2017년 3월 7일 장성민의 주도로 창당준비위원회가 설립되었으며 2017년 4월 3일에 창당되었다. 장성민은 원래 국민의당의 제19대 대통령 선거 후보 경선에 참여하려 했으나 5·18 광주 민주화 운동 관련 발언이 결국 문제가 되어 국민의당 입당이 불허되면서 독자적으로 정당을 창당했다. 장성민은 대한민국 제19대 대통령 선거에서 국민대통합당 후보로 선출되었다.

## 주요 선거 결과

### 대통령 선거
| 연도   | 선거  | 후보자 | 득표     | 득표율         | 결과 | 당락 |
| ------ | ----- | ------ | -------- | -------------- | ---- | ---- |
| 2017년 | 19대  | 장성민 | 21,709표 | \| \| 0.01% \| | 9위  | 낙선 |
|        | 0.01% |        |          |                |      |      |